# Simulator consetti
Simulator consetti е вид коремоного от семейство Planorbidae.

## Разпространение
Видът е разпространен в Австралия.